# Spicks and Specks (canção)
"Spicks and Specks" é uma canção escrita e composta por Barry Gibb e lançada pelos Bee Gees como single em 1966.
A canção, que fora lançada inicialmente só na Austrália e Nova Zelândia, foi o primeiro sucesso do grupo, que alcançou seu primeiro top 10. Após isto, os Bee Gees partiram para a Inglaterra e assinaram contrato com a Polydor, que lançou a canção mundialmente, alcançando grande vendagem.

## Faixas
- 7" (Spin EK-1474 / Polydor 59 065)

A: "Spicks and Specks" — 2:52
B: "I Am the World" (B. Gibb) — 2:33

## Posições nas Paradas
- Nova Zelândia (RIANZ): 1
- Países Baixos (NVPI): 2
- Austrália (ARIA): 5
- Alemanha (BVMI): 28